# Leptostylis micrantha
Leptostylis micrantha là một loài thực vật có hoa trong họ Hồng xiêm. Loài này được Beauvis. mô tả khoa học đầu tiên năm 1901.